# Djimini (langue)
Pour les articles homonymes, voir Djimini.
Le djimini  est une langues gur parlée dans le département de Dabakala en Côte d’Ivoire.

## Écriture
| a  | b | c  | d   | e | ɛ | f | fy | g | gb | h  | i   | j | k | kp | l | m | mb | mby | n   | nd |
| nj | ŋ | ŋg | ŋgb | o | ɔ | p | py | r | s  | sh | shy | t | u | v  | w | y | z  | zh  | zhy |    |

Le ton est uniquement indiqué pour marquer les temps du verbe des phrases affirmatives. Le ton bas du verbe du passé récent et du plus-que-parfait est indiqué avec l’accent grave.